# Estació de Saragossa-Delicias
Saragossa-Delicias (en castellà, Zaragoza-Delicias) és una estació de ferrocarril que es troba al barri de Las Delicias, a Saragossa. L'edifici fou inaugurat el 7 de maig de 2003 i des del 2007 també s'hi troba l'Estació Central d'Autobusos.

## Línia
- Línia 050 (LAV Madrid - Saragossa - Perpinyà).
- Línia 200 (Madrid - Saragossa - Barcelona).

## Serveis Ferroviaris

### Rodalies Saragossa
Rodalies de Saragossa té una única línia interurbana, la C-1, que fou inaugurada l'11 de juny de 2008, pocs dies abans que l'Expo de Saragossa.
| Rodalies Saragossa     |       |       |          |                        |
| Procedència/Destinació | <     | Línia | >        | Procedència/Destinació |
| Casetas                | Utebo | C1    | Portillo | Miraflores             |

### Mitjana Distància deRenfe
| Línies de Mitjana Distància     |                               |              |                    |                                                          |      |
| Procedència/Destinació          | <                             | Línia        | >                  | Procedència/Destinació                                   |      |
| terminal                        | terminal                      | Línia MD Ca6 | Saragossa-Portillo | Barcelona-Estació de França Barcelona-Sant Andreu Comtal |      |
| terminal                        | terminal                      | R43          | Saragossa-Portillo | Lleida-Pirineus                                          |      |
| Teruel València-Nord            | María Huerva Arañales de Muel |              | Saragossa-Portillo | Osca                                                     | Osca |
| Arcos de Jalón Madrid-Chamartín | Grisén Calataiud              | R4           | terminal           | terminal                                                 |      |
| terminal                        | terminal                      | R28          | Casetas Alagón     | Logronyo                                                 |      |
| terminal                        | terminal                      | R32          | Casetas Alagón     | Castejón Pamplona                                        |      |
| terminal                        | terminal                      | R41          | Saragossa-Portillo | Osca Jaca Canfranc                                       |      |

### Llarga Distància
align=center

| Línia                                                                           | <<                              | >>                      | Parades intermèdies | Observacions                                     |
| ------------------------------------------------------------------------------- | ------------------------------- | ----------------------- | --- | ------------------------------------------------ |
| Trens d'ample Internacional que utilitzen la LAV Madrid - Saragossa - Barcelona |                                 |                         | |                                                  |
| AVE                                                                             | Figueres-Vilafant               | Madrid-Puerta de Atocha | Girona · Barcelona-Sants · Camp de Tarragona · Lleida-Pirineus · Calataiud· Guadalajara-Yebes |                                                  |
| AVE                                                                             | Barcelona-Sants                 | Madrid-Puerta de Atocha | Camp de Tarragona · Lleida-Pirineus · Calataiud · Guadalajara-Yebes |                                                  |
| AVE                                                                             | Barcelona-Sants                 | Sevilla-Santa Justa     | Camp de Tarragona · Lleida-Pirineus · Ciudad Real-Central · Puertollano · Còrdova-Central | 2 trens diaris                                   |
| AVE                                                                             | Barcelona-Sants                 | Màlaga-María Zambrano   | Camp de Tarragona · Lleida-Pirineus · Còrdova-Central · Puente Genil-herrera · Antequera-Santa Ana | 2 trens diaris                                   |
| AVE                                                                             | Osca                            | Madrid-Puerta de Atocha | Tardienta · Calataiud · Guadalajara-Yebes | via L.A.V. Saragossa-Osca                        |
| Alvia                                                                           | Barcelona-Sants                 | Bilbao-Abando           | Camp de Tarragona · Lleida-Pirineus · Logronyo · Miranda de Ebro | 2 trens diaris                                   |
| Alvia                                                                           | Barcelona-Sants                 | Irun                    | Camp de Tarragona · Lleida-Pirineus · Pamplona · Sant Sebastià | 2 trens diaris                                   |
| Alvia                                                                           | Barcelona-Sants                 | Vigo-Guixar             | Camp de Tarragona · Lleida-Pirineus · Tudela · Castejón · Tafalla · Pamplona · Vitòria · Miranda de Ebro · Burgos · Palència · Sahagún · Lleó · Astorga · Bembibre · Ponferrada · O Barco de Valdeorras · A Rúa-Petín · San Clodio-Quiroga · Monforte de Lemos · Ourense-Empalme · O Porriño · Redondela | 1 tren diari                                     |
| Trenhotel Galícia                                                               | Barcelona-Sants                 | La Corunya              | Camp de Tarragona · Lleida-Pirineus · Tudela · Castejón · Logronyo · Burgos · Palència · Lleó · Astorga · Ponferrada · O Barco de Valdeorras · A Rúa-Petín · San Clodio-Quiroga · Monforte de Lemos · Sarria · Lugo · Curtis · Betanzos-Infesta                                                          |                                                  |
| Trenhotel Galícia                                                               | Barcelona-Sants                 | Vigo-Guixar             | Les mateixes que fins a Monforte de Lemos i a més: Ourense-Empalme · Guillarei · O Porriño · Redondela |                                                  |
| Trenhotel Pío Baroja                                                            | Barcelona-Sants                 | Gijón-Cercanías         | Tarragona · Reus · Lleida-Pirineus · Montsó-Riu Cinca · Tudela · Castejón · Calahorra · Logronyo · Burgos · Palència · Sahagún · Lleó · Oviedo · Gijón-Jovellanos |                                                  |
| Trens d'ample Ibèric                                                            |                                 |                         | |                                                  |
| Estrella Costa Brava                                                            | Portbou / Cervera de la Marenda | Madrid-Chamartín        | Llançà · Figueres · Flaçà · Girona · Caldes de Malavella · Granollers Centre · Barcelona-Sants · Sant Vicenç de Calders · Tarragona · Reus · Calataiud · Arcos de Jalón · Sigüenza · Guadalajara · Alcalá de Henares                                                                                     | Té com a origen Portbou i com destinació Cervera |
| Talgo                                                                           | Saragossa-Delicias              | Salamanca               | Tudela · Castejón · Alfaro · Calahorra · Logronyo · Haro · Valladolid-Campo Grande · Medina del Campo · Cantalapiedra |                                                  |

### Canviador d'ample
A l'estació de Saragossa-Delicias hi ha un canviador d'ample  ibèric a internacional i a l'inrevés (sistema Talgo i Brava-CAF).